# Vierlandentoernooi (voetbal)
Het Vierlandentoernooi, ook bekend als de Nations Cup, 4 Associations' Tournament en Celtic Cup,  was een gepland tweejarig internationaal voetbaltoernooi waaraan vier landen van de Britse Eilanden deel zouden nemen; Ierland, Noord-Ierland, Schotland en Wales. Het toernooi kon worden beschouwd als opvolger van het tussen 1884 en 1984 vrijwel jaarlijks georganiseerde British Home Championship. De eerste editie had in 2011 plaats in Dublin, maar kreeg vanwege tegenvallende belangstelling geen vervolg.

## Geschiedenis
Eind 2007 ondertekenden de voetbalbonden van deze vier landen een principe-contract voor de organisatie van drie edities vanaf 2009. De mogelijkheid werd open gehouden dat ook Engeland zou meedoen, maar de Engelse voetbalbond sloeg de uitnodiging af. De bedoeling was dat elk land één keer tegen elk ander land zou spelen. In de volgende editie zouden de thuis- en uitwedstrijden omdraaien.
In april 2008 werd de eerste editie van het toernooi verschoven naar 2011. Dit was het gevolg van het niet rond krijgen van de speeldagen.
Vijf maanden later werd het definitieve plan bekend. Alle wedstrijden van de eerste editie zouden plaats gaan vinden in het Ierse Dublin. De eerste speelronde vond plaats in februari 2011, de tweede en derde speelronde enkele maanden later in mei. Het toernooi werd gewonnen door Ierland.

## Lijst van toernooien
| Jaar | Locatie         | Kampioen | Tweede    | Derde | Vierde        |
| ---- | --------------- | -------- | --------- | ----- | ------------- |
| 2011 | Dublin, Ierland | Ierland  | Schotland | Wales | Noord-Ierland |